# Casa de Areny-Plandolit
La Casa de Areny-Plandolit (en catalán y oficialmente, Casa d'Areny-Plandolit) es una antigua casa solariega situada en el valle de Ordino, Andorra. En 1972 el Consejo General de los Valles la compró y restauró, para posteriormente convertirla en museo.

## Historia

### La familia Areny-Plandolit y las alianzas
A lo largo del periodo 1600-1900, la casa Areny Plandolit de Ordino fue una de las más destacadas del valle de Andorra. El primer heredero bien documentado es Guillem Areny Vidal. Al inicio del siglo XVIII la casa estaba emparentada con las casas ganaderas más influyentes de los valles. A partir de este siglo las alianzas matrimoniales ya no se buscaban sólo dentro del principado sino también dentro de los rangos de la nobleza catalana.

### Títulos nobiliarios
En 1719 las tropas francesas entran en Cataluña por la Cerdanya y se instalaron en Castell Ciudad. Al año siguiente, los soldados del príncipe Francisco Pío de Saboya expulsaron a los invasores. Al día siguiente de estos hechos las tropas de Felipe V se encontraba sin avituallamiento y el Obispo de Urgell (Simeón de Guinda) pidió ayuda a los andorranos. 
Guillem Areny Torres fue uno de los principales proveedores de comida para la armada española, y gracias a este hecho obtuvo del rey el título de caballero. Por otra parte el ennoblecimiento del linaje obtuvo por vía de boda, cuando José de Plandolit de Targarona y Pons contrajo matrimonio con María-Rosa de Areny y de Senaller Jordana, hija de la i baronesa de Senaller y Gramenet, pubilla de la casa de "Don Guillem d'Ordino" y de la noble familia Senaller de Pujol y Carlania de Monrós. Progresivamente de generación en generación la casa Areny había pasado de aliarse con una nobleza rural local a la aristocracia reconocida en el ámbito catalán. A través del siglo XIX la familia Areny-Plandolit formaba parte de la buena sociedad barcelonesa.

## El edificio

### Jardines

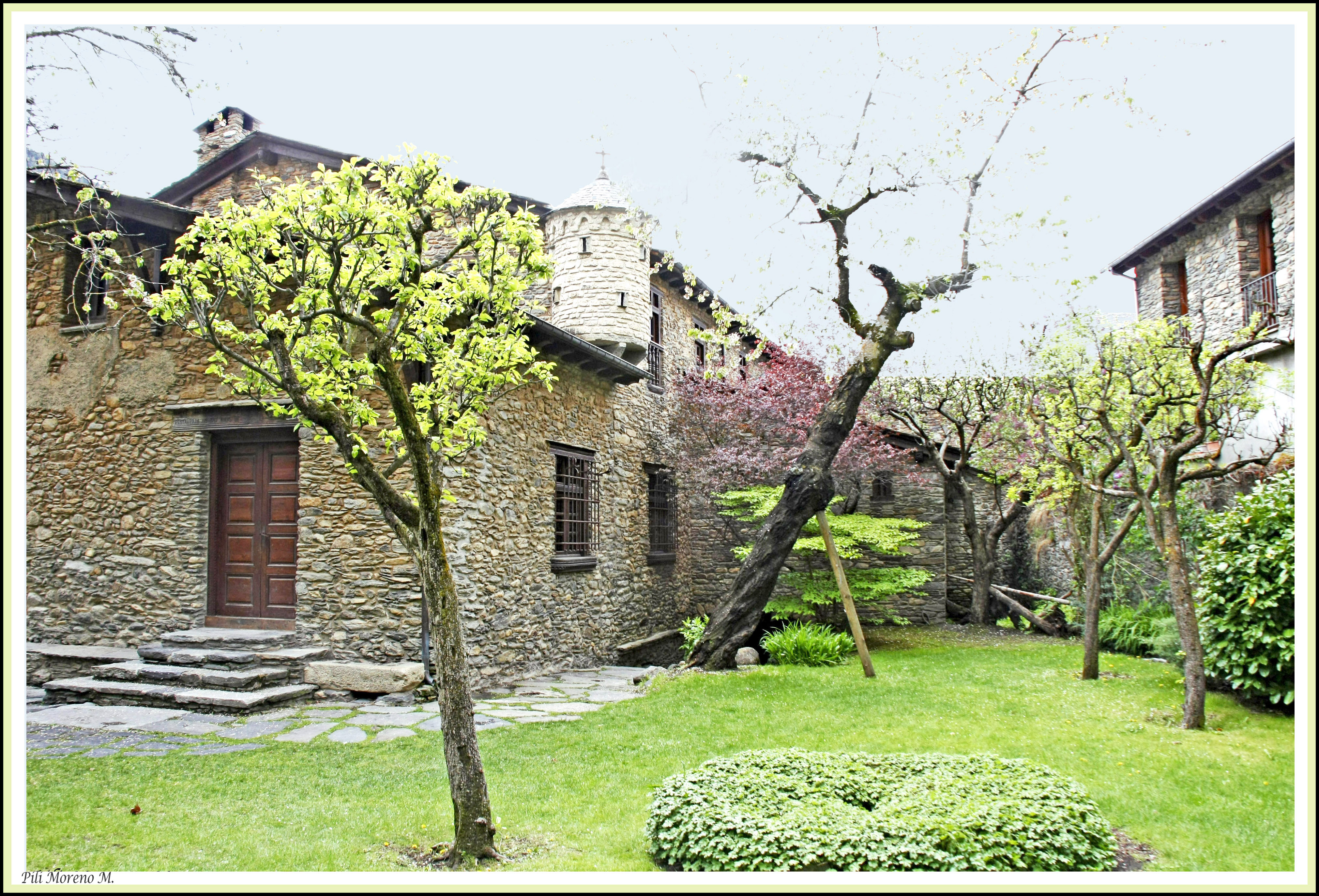
Jardines de la casa.

Los jardines de la casa de Areny tenían una característica única en Andorra: Fueron los primeros jardines del país creados con un propósito meramente decorativo. La mayor parte de la vegetación era autóctona, aunque cabe destacar la plantación de plataneros, los cuales eran importados.

### Distribución del edificio

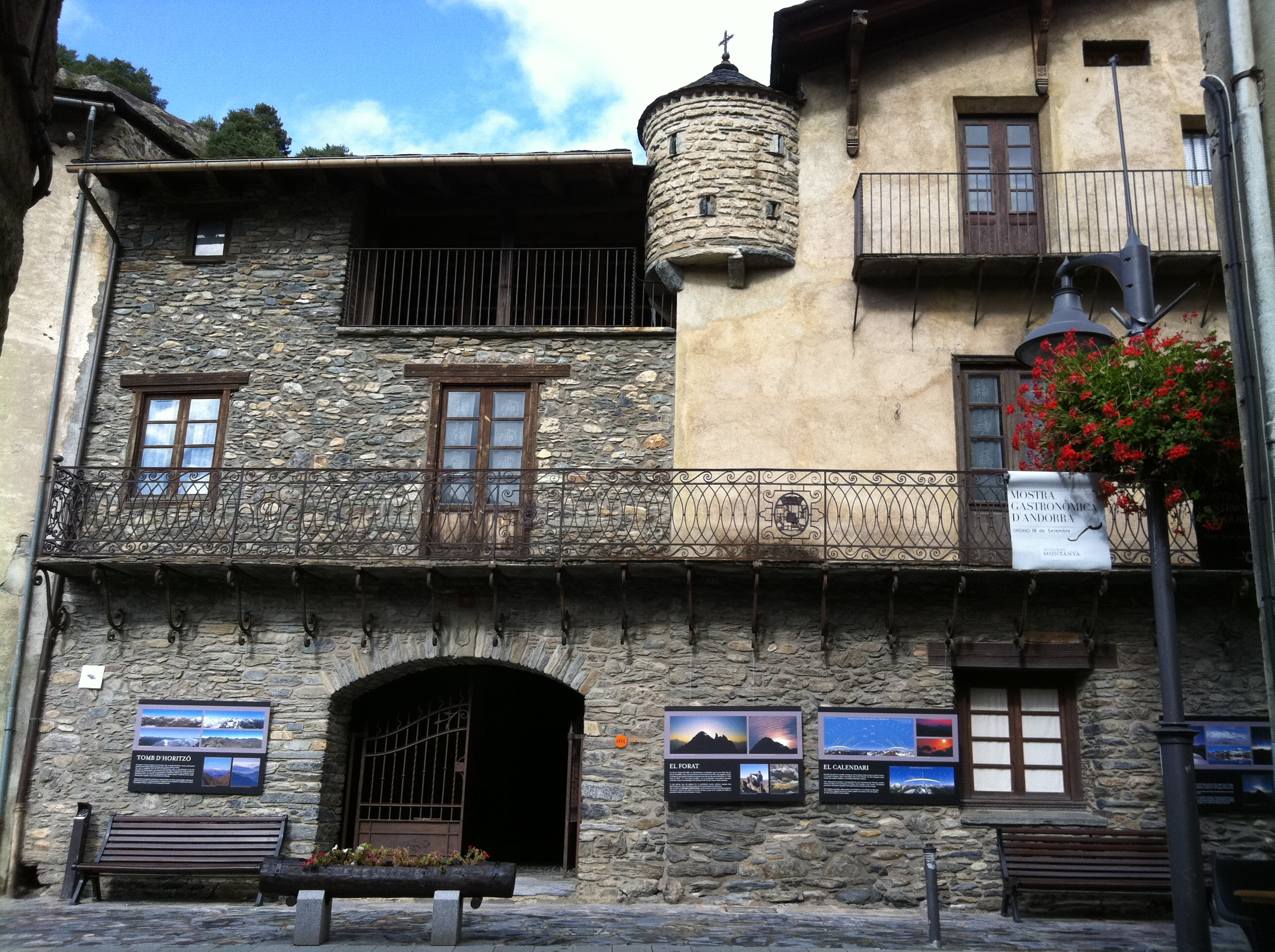
Vista de la entrada al museo.

La casa está distribuida en tres pisos. La planta baja corresponde a la bodega de aceite y leña de la casa. En el primer piso podemos encontrar el comedor, las habitaciones, la cocina, la biblioteca, la capilla, la sala de baile y la sala de armas.
En esta casa podemos apreciar un gran número de espacios habitables poco comunes para una sociedad rural como la andorrana: habitaciones como la sala de música, de baile, la capilla, la biblioteca, la sala de fotografía, la sala de medicina, la sala de armas o la sala de juguetes demuestran las aficiones o profesiones de algunos miembros de la familia o la intensa vida social burguesa que ésta mantenía en Barcelona.
También podemos encontrar gran cantidad de objetos y mobiliario acumulados a lo largo de los siglos por la familia Areny, todos de estilos muy diversos y que dan muestra de su estatus social y de las aficiones al coleccionismo y los conocidos como deportes nobles (caza, esgrima, boxeo ...).
Uno de los retratos más destacados que encontramos a día de hoy es el de Guillem d'Areny-Plandolit, síndico general de Andorra y el principal promotor de la Nueva Reforma de 1866.

### Restauración y reconversión en museo
En 1972 el Consejo General de Andorra compró la casa e inició en ella unas obras de restauración y adecuación, las cuales finalizaron en 1985. Un año más tarde, la casa, convertida en museo, se abría al público con el nombre de Museo Casa de Areny-Plandolit (Museu Casa d'Areny-Plandolit). Años después, en 2003, el museo fue declarado Bien de interés cultural.
Actualmente, la Casa de Areny-Plandolit es la sede de la Fundació Ramon Llull